# Greatest Video Hits 1
A Greatest Video Hits 1 a brit Queen rockegyüttes legelső videóklip válogatása DVD-n, amely 2002. október 14-én jelent meg. A lemez az együttes 1973 és 1981 között kiadott zenei videóit sorakoztatja, közel az 1981-es Greatest Flix kazetta dalsorrendjében.
A DVD az első helyet érte el a brit listán, több mint 90 ezer példányban kelt el, és Angliában a 2002-es év legnagyobb példányszámban elkelt DVD-je lett. Listavezető lett továbbá Amerikában (platinalemez), Németországban (aranylemez), Spanyolországban, és több más országban. A legtöbb filmet 16:9-es képarányba konvertálták úgy, hogy az eredetileg 4:3-as arányban felvett képek tetejéből és aljából levágtak egy keveset. Ez visszatetszést váltott ki a vevők körében.[forrás?]

## Dalok
| 1.  | Bohemian Rhapsody              | Bruce Gowers                     | 6:07 |
| 2.  | Another One Bites the Dust     | Daniella Green                   | 3:43 |
| 3.  | Killer Queen                   | Top of the Pops klip             | 3:10 |
| 4.  | Fat Bottomed Girls             | Dennis De Vallance               | 3:52 |
| 5.  | Bicycle Race                   | Dennis De Vallance, David Mallet | 3:10 |
| 6.  | You’re My Best Friend          | Bruce Gowers                     | 3:00 |
| 7.  | Don’t Stop Me Now              | Dennis De Vallanc                | 3:37 |
| 8.  | Save Me                        | Keith McMillan                   | 3:57 |
| 9.  | Crazy Little Thing Called Love | Dennis De Vallance               | 2:51 |
| 10. | Somebody to Love               | Bruce Gowers                     | 5:06 |
| 11. | Spread Your Wings              | Rock Flicks                      | 4:33 |
| 12. | Play the Game                  | Brian Grant                      | 3:39 |
| 13. | Flash’s Theme                  | Mike Hodges                      | 2:33 |
| 14. | Tie Your Mother Down           | Bruce Gowers                     | 3:52 |
| 15. | We Will Rock You               | Rock Flicks                      | 2:11 |
| 16. | We Are the Champions           | Derek Burbridge                  | 3:11 |

| 1.  | Now I’m Here (koncertfelvétel)                     |                      | 4:27  |
| 2.  | Good Old-Fashioned Lover Boy                       | Top of the Pops klip | 2:49  |
| 3.  | Keep Yourself Alive                                | Barry Sheffield      | 3:55  |
| 4.  | Liar                                               | Bruce Govers         | 6:35  |
| 5.  | Love of My Life (koncertfelvétel)                  |                      | 3:42  |
| 6.  | We Will Rock You (koncertfelvétel, gyors változat) |                      | 2:37  |
| 7.  | The Bo Rap Story                                   |                      | 8:46  |
| 8.  | Making the Video                                   |                      | 6:00  |
| 9.  | Creating the Rhapsody                              |                      | 27:13 |
| 10. | The Greatest Song                                  |                      | 2:29  |

## Eladási minősítések
| Ország                | Eladási minősítés | Eladás   |
| --------------------- | ----------------- | -------- |
| Anglia (BPI)          | 3× platina        | 150 000+ |
| Ausztrália (ARIA)     | 6× platina        | 90 000+  |
| Amerika (RIAA)        | platina           | 50 000+  |
| Németország (BVMI)    | 3× arany          | 75 000+  |
| Franciaország (SNEP)  | 2× platina        | 40 000+  |
| Kanada (Music Canada) | 3× platina        | 30 000+  |